# Ingénierie alimentaire

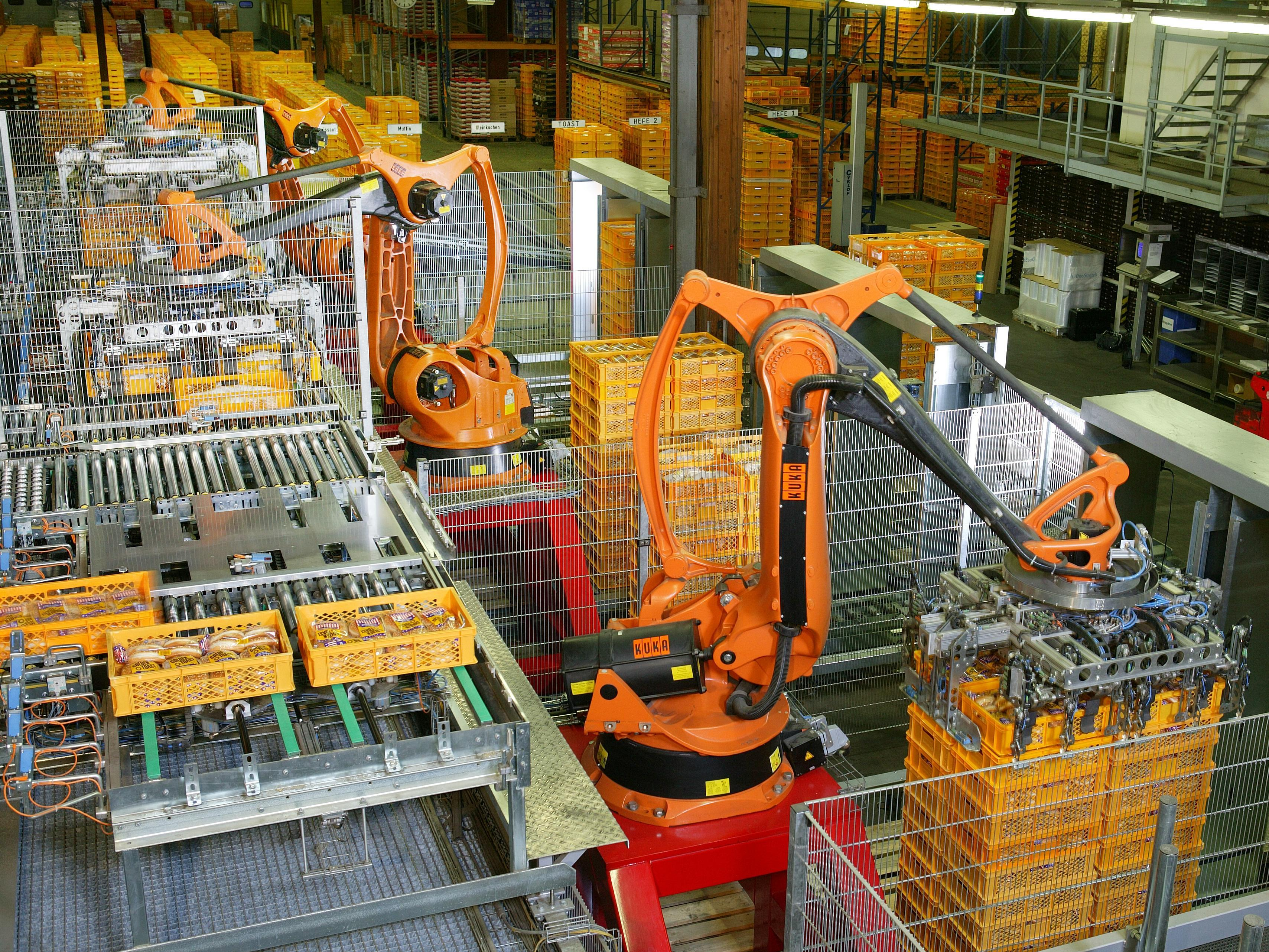
Usine de pain en Allemagne

L'ingénierie alimentaire (ou génie alimentaire) est un domaine multidisciplinaire qui combine la microbiologie, les sciences physiques appliquées, la chimie et l'ingénierie pour les industries du secteur agroalimentaire. Le génie alimentaire comprend, entre autres, l'application des principes du génie agricole, du génie mécanique et du génie chimique aux matières alimentaires. Aussi, les ingénieurs en agroalimentaire assurent le transfert de connaissances technologiques essentielles à la production et à la commercialisation rentables de produits et services alimentaires. La physique, la chimie et les mathématiques sont fondamentales pour comprendre et concevoir des produits et des opérations dans l'industrie alimentaire.
Le génie alimentaire englobe un large éventail d'activités. Les ingénieurs alimentaires sont employés dans la transformation des aliments, la machinerie alimentaire, l'emballage, la fabrication d'ingrédients, l'instrumentation et le contrôle. Les entreprises qui conçoivent et construisent des usines de transformation des aliments, les cabinets de conseil, les agences gouvernementales, les sociétés pharmaceutiques et les entreprises de soins de santé peuvent également employer des ingénieurs en agroalimentaire. Les activités spécifiques d'ingénierie alimentaire comprennent : 
- la formulation de produits alimentaires / médicaments;
- la conception et l'installation de processus de production alimentaire / biologique / pharmaceutique;
- le respect de la qualité et de la sécurité des produits;
- la conception et l'exploitation de systèmes de traitement des déchets respectueux de l'environnement;
- le marketing et le support technique pour les usines de fabrication.

L’ingénierie alimentaire cherche notamment à répondre à des impératifs de santé, de nutrition ou de goût, par exemple la diminution de la teneur en sel d'un aliment sans modifier ses propriétés organoleptiques.